# HMS Royal Sovereign (1786)
El HMS Royal Sovereign fue un navío de línea de primera clase con 100 cañones, perteneciente a la Royal Navy, que sirvió como buque insignia del almirante Cuthbert Collingwood durante la Batalla de Trafalgar. Este buque fue el tercero de siete barcos de la Royal Navy que han tenido ese nombre. Diseñado por Sir Edward Hunt, fue botado en Plymouth Dockyard el 11 de septiembre de 1786, con un coste de 67 458 £. La tripulación llamaba al buque "la diligencia" por su mala maniobrabilidad y poca velocidad. 

## Servicio
El Royal Sovereign formó parte de la flota del almirante Richard Howe en la batalla del Glorioso primero de junio en donde 14 hombres de su tripulación murieron y 41 resultaron heridos. El 16 de junio de 1795, como buque insignia del vicealmirante William Cornwallis, estuvo envuelto en el célebre episodio conocido como la Retirada de Cornwallis.

## Batalla de Trafalgar
El Royal Sovereign fue el primer barco de la flota en entrar en acción el 21 de octubre de 1805 en Trafalgar. El buque lideró una columna de buques de guerra mientras el HMS Victory de Horatio Nelson dirigía la otra. Debido al re-cobreo de su casco antes de su llegada a Cádiz, el Royal Sovereign era considerablemente más marinero con los vientos suaves que soplaban ese día que el resto de navíos y tiró hacia delante del resto de la flota.
El navío cortó la línea del enemigo y él solo entabló combate con el navío español de tres puentes Santa Ana. Nelson lo señaló y dijo: "¡Mirad como el noble compañero Collingwood lleva su barco directo a la acción!". Aproximadamente, en ese mismo momento, Collingwood en el puente del Royal Sovereign comentaba a su capitán Edward Rotheram: "¡Lo que daría Nelson por estar aquí!"
El Royal Sovereign y el Santa Ana se batieron con fuerza durante largo rato mientras el Royal Sovereign era también cañoneado por los buques franceses y españoles de las inmediaciones y el Santa Ana recibía  el fuego de los barcos británicos de refresco que traspasaban la línea como el HMS Mars y el HMS Tonnant. El Santa Ana quedó inutilizado a las 14:15 horas tras batallar contra el Royal Sovereign y el HMS Belleisle y sufriendo 238 bajas entre muertos y heridos.
El Royal Sovereign, por su parte, había perdido los palos mayor y mesana, el trinquete estaba seriamente dañado y la mayoría de aparejos habían salido despedidos.
Poco después, un bote llegó del Victory llevando consigo al teniente Hill quien informó de que el almirante Nelson había sido herido. Siendo consciente de que tendría que tomar el mando de la flota y que según los informes el barco era "perfectamente inmanejable", a las 15:00 horas Collingwood indicó a la fragata Euryalus que remolcara al Royal Sovereign. El Euryalus lo remolcó a lo largo de la línea para poder dar apoyo al resto de barcos británicos con sus cañones de babor hasta que entabló combate con la vanguardia de la flota combinada al mando de Pierre Dumanoir le Pelley que llegaba para ayudar al centro de la línea que colapsaba. El cañoneo de los buques aliados que llegaban cortó el cable que remolcaba al Royal Sovereign y se dirigieron hacia el Victory. El Royal Sovereign intercambió fuego con ellos hasta que Collingwood consiguió reunir alrededor de él  varios barcos británicos relativamente indemnes. Dumanoir entonces desistió de intentar conseguir algún trofeo y escapó a las 16:30.
A las 16:40 un bote partió del Victory donde iban el capitán Henry Blackwood y el teniente HIll quienes informaron a Collingwood de que Nelson había muerto dejando a su cargo el mando de la flota.
Collingwood, con una tormenta acercándose y desobedeciendo la última orden de Nelson de anclar la flota, ordenó a Blackwood que izara la señal a todos los barcos de coger el viento por la amura de estribor y remolcar a los navíos desarbolados o capturados. Como al Royal Sovereign le faltaban la mayoría de los mástiles, por lo que le resultaba imposible enviar señales y se encontraba prácticamente ingobernable y virtualmente inhabitable por causa de los destrozos, justo antes de las 16:00, Collingwood se trasladó junto con su bandera a la fragata Euryalus, quienes volvieron a lanzar un cabo para remolcar por segunda vez al Royal Sovereign. Al fin de la acción, Collingwood envió señales desde la fragata para que la flota anclase.
En el Royal Sovereign murieron un teniente, su primer piloto, un teniente de los Royal Marines, dos gurdiamarinas, 29 marineros y 13 infantes de marina. Y resultaron heridos dos tenientes, un teniente de los Royal Marines, un subteniente, cuatro guardiamarinas, el contramaestre, 69 marineros y 16 marines.

## Después de Trafalgar
El Royal Sovereign volvió al año siguiente a sus deberes en el Mediterráneo y permaneció en el bloqueo a Tolón hasta noviembre de 1811 que se ordenó su regreso a casa para incorporarse a la Flota del Canal. Durante 1812 y 1813 el navío estuvo bajo las órdenes del contralmirante James Bisset sirviendo a la flota del almirante Keith.
Acabada su vida activa el buque fue rebautizado con el nombre de HMS Captain el 17 de agosto de 1825 y reconvertido para servicios en puerto como barco de recepción en Plymouth. Puesto en dique seco en junio de 1826, el Captain fue finalmente enviado a desguace dándose por totalmente desmantelado el 28 de agosto de 1841. Cuatro de sus cañones fueron salvados e incorporados al memorial de Collingwood en Tynemouth. 